# Колос (Северинівка)
Футбольна команда «Колос» (Северинівка) — український аматорський футбольний клуб з с. Северинівка, Сумського району, Сумської області. Команда виступає в обласних та районних турнірах з футболу та футзалу серед аматорських команд

## Досягнення
- Кубок Сумської області з футболу

 Фіналіст: 2020
- Суперкубок Сумської області з футболу

 Фіналіст: 2021
- Перша ліга чемпіонату Сумської області з футболу

 Переможець (2): 2018, 2019
 Бронзовий призер: 2017
- Кубок області ім. Генадія Свірського з футболу

 Фіналіст (2): 2019, 2020
- Кубок області на честь ЗСУ

 Срібний призер (2): 2022, 2023
- Зимовий чемпіонат Сумської області з футболу

 Бронзовий призер: 2017/18
- Перша ліга Сумського району з футболу

 Переможець(2): 2019, 2020
 Срібний призер (2): 2018, 2021